# Diopsiulus plumipes
Diopsiulus plumipes är en mångfotingart som beskrevs av Carl 1941. Diopsiulus plumipes ingår i släktet Diopsiulus och familjen Stemmiulidae. Inga underarter finns listade i Catalogue of Life.